# Astapus Colles
Astapus Colles és un grup de turons del quadrangle Casius de Mart, situat amb coordenades planetocèntriques a 35.5 latitud N i 272.3 longitud O. Té 580 km de diàmetre i va rebre el nom d'un tret albedo a 35 N, 269 O. El terme "Colles" és utilitzat per turons petits o knobs.